# ماگدالینا مکرتچیان
ماگدا ماگدالینا مروژانی مکرتچیان (ارمنی: Մագդա Մերուժանի Մկրտչյան زاده ۴ ژوئن ۱۹۷۶) یک خواننده اهل ارمنستان است. وی از سال میلادی تاکنون مشغول فعالیت بوده است. 

## زندگی‌نامه
وی در ۴ ژوئن ۱۹۷۶ در ایروان به دنیا آمد و از کنسرواتوار دولتی کومیتاس ایروان فارغ‌التحصیل شد. وی همچنین برندهٔ جوایزی همچون هنرمند افتخاری جمهوری ارمنستان (۲۰۱۴) شده است.